# Mikel Koliqi
Michel Koliqi ou Mikel Koliqi, né le 29 septembre 1902 à Shkodër (Shkodra) en Albanie et mort le 28 janvier 1997 à Shkodër, est un cardinal albanais de l'Église catholique.

## Biographie

### Prêtre
Il étudie la philosophie et la théologie catholique à Milan. Il est ordonné prêtre le 30 mai 1931 et exerce son ministère dans le diocèse de Shkodër. En 1936 il devient vicaire général du diocèse. Il crée l'école de cathédrale, devient éditeur d'un journal hebdomadaire catholique et écrit des pièces de théâtre. 
Après 1945, il passe 21 ans en prison au travail forcé en tant que prisonnier politique du régime communiste. On lui reproche d'avoir écouté les stations de radio étrangères et son engagement auprès de la jeunesse catholique. En 1986 il est libéré de la prison en raison de son âge. 

### Cardinal
Le pape Jean-Paul II le crée cardinal, non électeur en cas de conclave, lors du consistoire du 26 novembre 1994 avec le titre de cardinal-diacre de Ognissanti in via Appia Nuova à l'église Ognissanti. Il a alors 92 ans.
Mikel Koliqi meurt le 28 janvier 1997 à Shkodër et est enterré dans la cathédrale de cette ville.